# Astragalus nicorae
Astragalus nicorae là một loài thực vật có hoa trong họ Đậu. Loài này được Gomez-Sosa miêu tả khoa học đầu tiên.